# Josep Ramon Bataller i Calatayud
Josep Ramon Bataller i Calatayud (la Pobla del Duc, Vall d'Albaida, 10 d'agost de 1890 - Barcelona, 23 de desembre de 1962) fou un capellà, geòleg i paleontòleg valencià.

## Formació
Va rebre formació a Barcelona on cursà la carrera eclesiàstica al Seminari de Barcelona, tenint com a mestre a Jaume Almera i Comas, el qual l'introduí en la geologia. Allí, col·laborà amb el geòleg i enginyer de mines Lluís Marià Vidal i Carreras, que fou president del Centre Excursionista de Catalunya i de l'Ateneu Barcelonès. Posteriorment, cursà la carrera de Ciències Naturals. Marià Faura i Sans participà en la seva formació com a geòleg i paleontòleg, malgrat els enfrontaments que ambdós mantindrien més endavant. El 1920 es doctorà a Madrid amb una tesi sobre "el Juràssic de la província de Tarragona". S'inicià en geologia i paleontologia al Museu Geològic del Seminari de Barcelona.

## Carrera professional
Mort el doctor Jaume Almera i Comas el 1919, el Museu del Seminari va entrar en crisi per diverses causes i no fou fins a l'any 1926 quan el doctor Bataller va ser nomenat professor del Seminari, com a catedràtic de Ciències Naturals, i, també, director del Museu, recuperant, així, la importància que havia tingut en temps del doctor Almera. Bataller fou el president entre els anys 1926 i 1962. El 1930 exercí com a professor de l'Escola Superior d'Agricultura de Barcelona. El 1949 fou nomenat catedràtic de Paleontologia i Geologia Històrica de la Universitat de Barcelona. Col·laborà en la confecció de la part catalana del mapa geològic d'Espanya a escala 1/50.000. Com a organitzador del XIV Congrés Geològic Internacional celebrat a Madrid i a Barcelona, va publicar uns 170 estudis sobre temes geològics, principalment de paleontologia. També fou bibliotecari de l'Acadèmia de Ciències i Arts de Barcelona i de la Institució Catalana d'Història Natural. Bataller continuà exercint com a Catedràtic de la Universitat de Barcelona fins al mateix moment de la seva mort, el 1962.

## Membre i director de diverses societats acadèmiques i científiques
El 1942 es convertí en membre de l'Institut d'Estudis Catalans, arribant a ser el president de la Societat Catalana de Geografia (societat filial de l'IEC) entre els anys 1948 i 1954, i també de la Institució Catalana d'Història Natural entre els anys 1935 i 1951.
També, fou membre Honorari de la Societat d'Història Natural de les Balears, de la Reial Acadèmia de Ciències Exactes, Físiques i Naturals de Madrid, de la Societat Geològica de Portugal, del Centre de Cultura de València i de la Société Géologique de Belgique. Fou soci de la Société Géologique de France, de l'Geographical Society de Nova York i de la Reial Societat Espanyola d'Història Natural. Membre corresponent de l'Institut d'Estudis Ilerdencs i del Instituto Arqueológico de València.

## Reconeixements
- Rebé el títol de doctor honoris causa de la Universitat de Tolosa.[1]
- Va Obtenir dues vegades el premi “Pelfort i Xinxó” atorgat per la Societat Econòmica Barcelonesa d'Amics del País.[9]